# Aldeanueva de la Vera
Aldeanueva de la Vera és un municipi de la província de Càceres, a la comunitat autònoma d'Extremadura (Espanya). Limita al nord amb Jerte al nord, amb Tornavacas al nord-est, amb Guijo de Santa Bárbara i Jarandilla de la Vera a l'este, amb Cuacos de Yuste al sud i Garganta la Olla a l'oest.

## Demografia
| 1900 | 1910 | 1920 | 1930 | 1940 | 1950 | 1960 |
| 1841 | 2312 | 2274 | 2697 | 3093 | 3667 | 4005 |
| 1970 | 1981 | 1991 | 1996 | 1999 | 2006 | 2007 |
| 3505 | 2558 | 2476 | 2584 | 2501 | 2304 | 2306 |